# 奥胡斯体操协会俱乐部

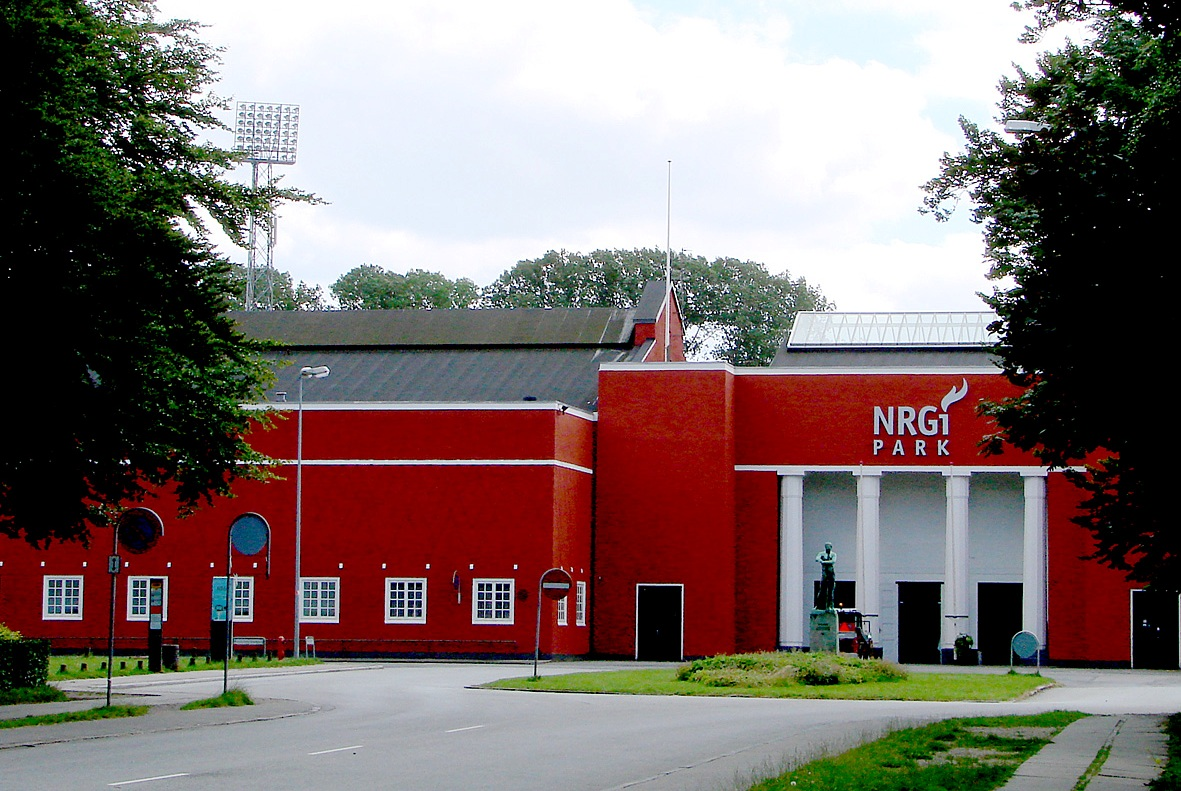
NRGi公园球场入口

奥胡斯体操协会俱乐部（丹麥語：Aarhus Gymnastikforening，丹麥語：[ˈɒːˌhuˀs kymnaˈstikfʌˌe̝ˀne̝ŋ]，簡稱AGF或AGF Aarhus）位於丹麦日德兰半岛沿岸，國內第二大城市和主要港口，是丹麥歷史上最成功的體育會之一。奥胡斯參與多個不同的個人或團體體育項目，但以足球隊最為著名，是在丹麥頂級聯賽逗留最長時間的球隊，同時亦是贏得最多次數的丹麥盃。
自1995–96年球季獲得聯賽亞軍後，球隊的管理層作出連串錯誤決定，導致成績急遽下滑，最終在2006年降班，一季後球隊取得丹甲次名重返頂級聯賽，但2010年再度降班。奥胡斯曾兩次晉級歐洲賽事的八強階段，首次於1961年在歐洲冠軍球會盃遭最終冠軍得主兩回合累計7–2淘汰；其後於1989年在歐洲盃賽冠軍盃同樣被最終冠軍巴塞隆拿踢出局，兩回合累計僅負0–1。

## 主場球場
NRGi公园球场（NRGi Park）是位於的「Atletion」綜合體育場內的足球場，早在1920年落成，於2001年進行擴建，現時可容20,032名觀眾，是阿曉士的主場球場。

## 榮譽

### 本土賽
- 丹麥足球超級聯賽（或之前的頂級聯賽）
  - 冠軍（5）：1954–55、1955–56、1956–57、1960、1986；
  - 亞軍（8）：1920–21、1922–23、1924–25、1944–45、1964、1982、1984、1995–96；
- 丹麥盃
  - 冠軍（9）：1954–55、1956–57、1959–60、1960–61、1964–65、1986–87、1987–88、1991–92、1995–96；
  - 亞軍（3）：1958–59、1989–90、2015–16；

資料來源：BEDSTE RÆKKE；POKALTURNERINGEN

### 歐洲賽
- 歐洲冠軍球會盃
  - 半準決賽：1961年；
- 歐洲盃賽冠軍盃
  - 半準決賽：1989年；

## 著名球員
- （Martin Jørgensen）
- （Brian Steen Nielsen）
- （Kent Nielsen）
- （Torben Piechnik）
- （Flemming Povlsen）
- 雅各布·波尔森（Jakob Poulsen）
- 莫尔滕·拉斯姆森（Morten "Duncan" Rasmussen）
- （Marc Rieper）
- （John Sivebæk）
- 斯蒂格·托夫丁（Stig Tøfting）
- 利亚姆·米勒（Liam Miller）
- （Michael Doyle）

## 外部連結
- 奧胡斯足球部官網 （页面存档备份，存于）